# Xanthandrus babyssa
Xanthandrus babyssa är en tvåvingeart som först beskrevs av Walker 1849.  Xanthandrus babyssa ingår i släktet malblomflugor, och familjen blomflugor. Inga underarter finns listade i Catalogue of Life.